# イクラ
| 項目                                  | 分量 (g) |
| ------------------------------------- | -------- |
| 脂肪総量                              | 15.6     |
| 脂肪酸総量                            | 11       |
| 飽和脂肪酸                            | 02.4     |
| 一価不飽和脂肪酸                      | 03.8     |
| 多価不飽和脂肪酸                      | 05       |
| 18:2 (n-6) リノール酸                 | 00.11    |
| 18:3 (n-3) α-リノレン酸               | 00.078   |
| 20:4 (n-6) アラキドン酸               | 00.11    |
| 20:5 (n-3) エイコサペンタエン酸 (EPA) | 01.6     |
| 22:6 (n-3) ドコサヘキサエン酸 (DHA)   | 02       |

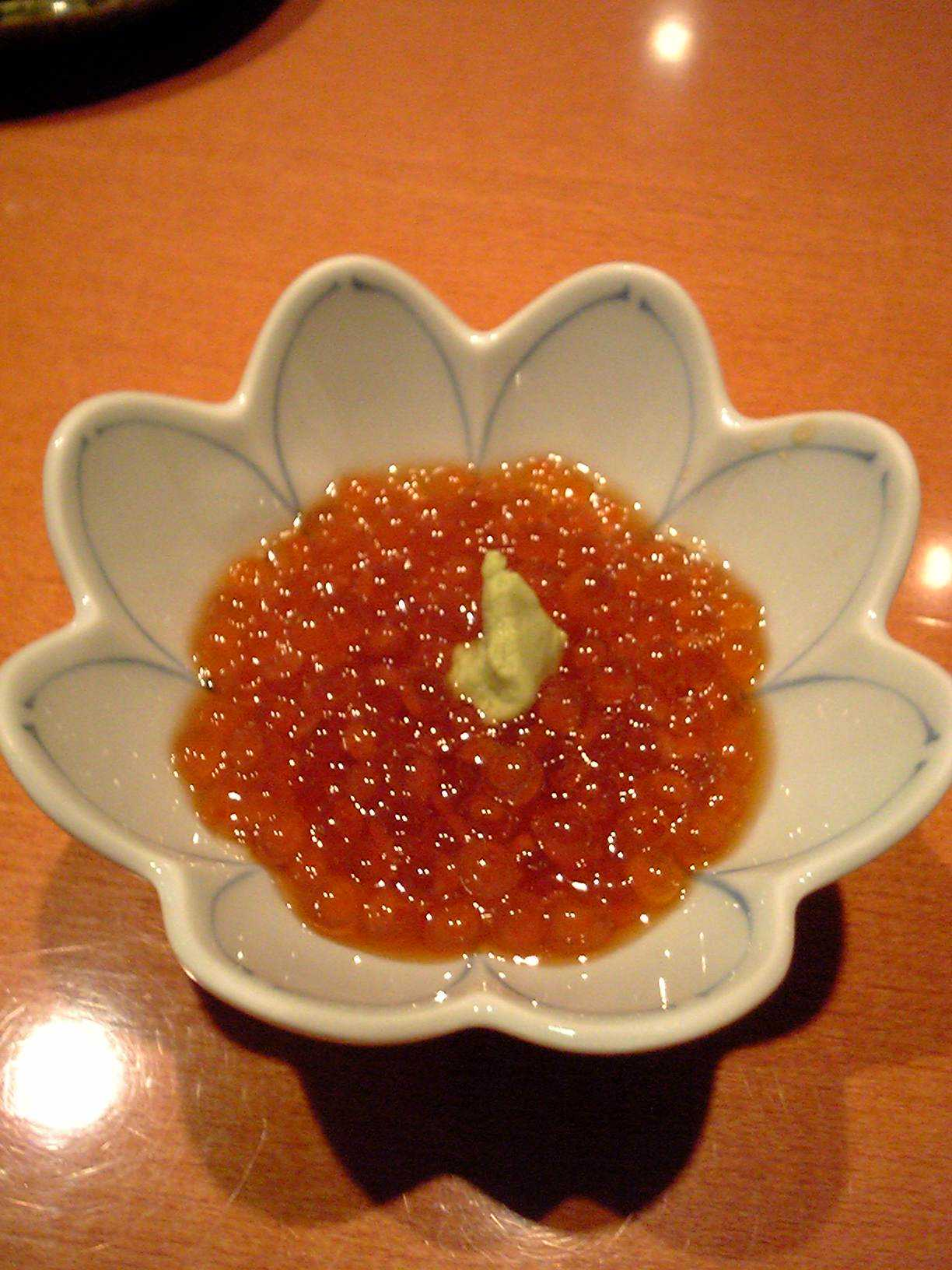
イクラの醤油漬け

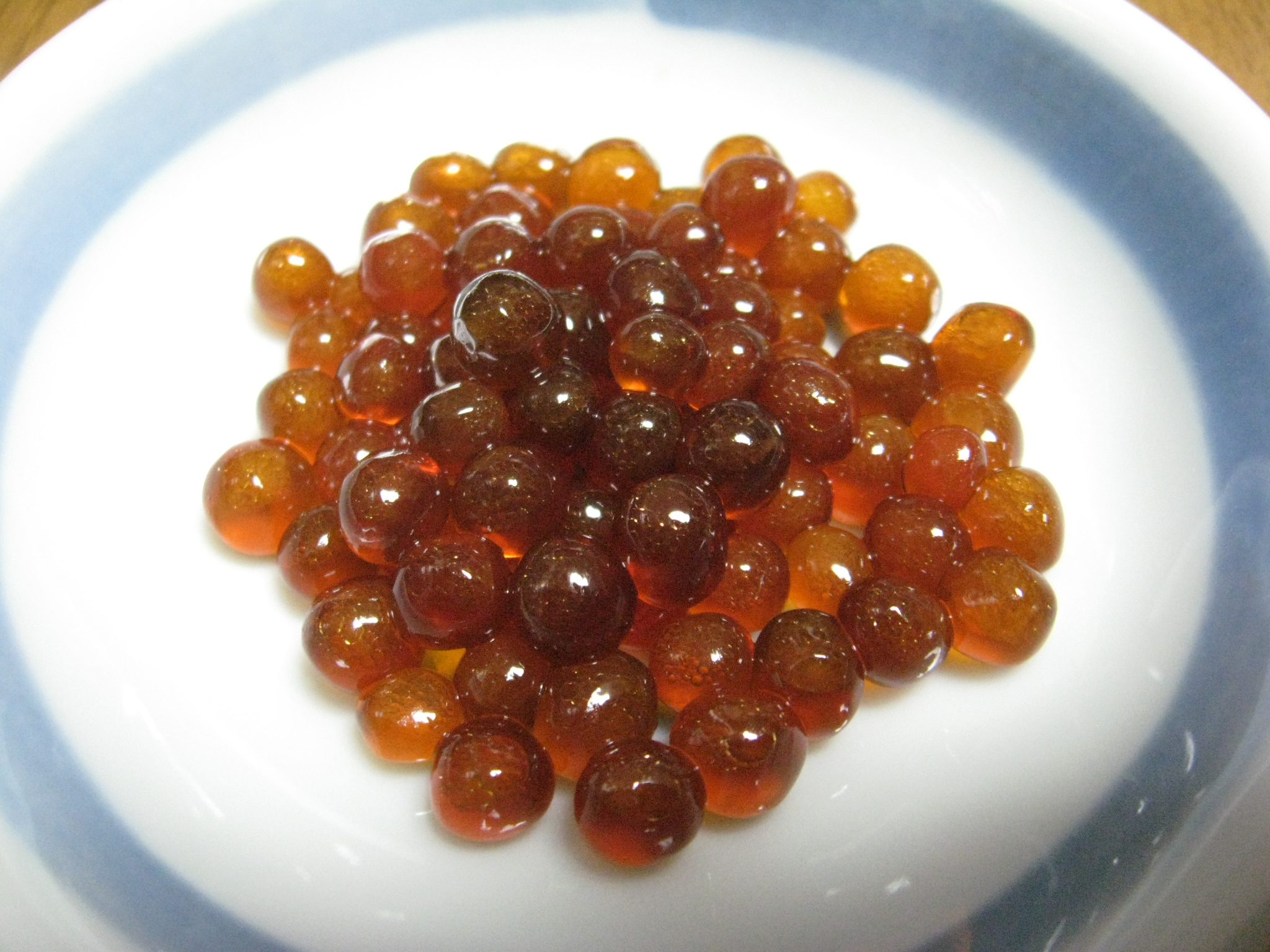
マス子（ビワマス魚卵）の醤油漬け

イクラ（ロシア語: икра, ラテン文字転写: ikra〈イクラー〉）とは、サケやマスなどの魚卵のうち、筋子の卵巣膜（卵を包む薄い膜）を取り除き、産卵前の熟した卵を1粒ずつに分けたものを指して呼ぶ。はらこ、はららご、バラ子とも呼ばれる。アイヌ語ではチポロ、新潟ではととまめと呼ばれる。一般的には加熱加工せず、塩漬けにして食べる。

## 概要
「イクラ」の語源は、ロシア語の「魚卵」「小さくて粒々したもの」から。日本ではサケ科の卵をばらした物のみを指すが、ロシアでは魚卵すべてを含み、サケの卵は「赤いイクラ」（красная икра クラースナヤ・イクラー）と呼ばれる。一方で、「黒いイクラ」（чёрная икра チョールナヤ・イクラー）はキャビアのことである。
もともと日本では、魚の卵巣から取り出したもの（筋子）と粒状にばらしたもの（イクラ）を区別する名称がなかったが、あるとき、ロシア人が粒状にばらしたサケの卵を「イクラ」と呼んでいるのを見た日本人が、これをイクラと呼ぶものと思ったことに由来するとされている。実際、筋子と区別するのに都合がよかったため全国的に「イクラ」と呼ばれるようになった。
ロシア式のサケの卵の食べ方が日本に伝わったのは大正時代で、樺太庁水産試験場が、ロシアから伝えられた製法で、保存の利く塩漬けを試験的に製造したのが始まりであった。
イクラ丼やイクラの寿司（軍艦巻きなど）に使われている。

## イクラの利用法

### 日本での利用
サケは、産卵のために北太平洋のカムチャツカ辺りから南へ下ってくる。北海道では、8月後半から9月初めにかけて秋鮭漁が解禁となる。11月になると、三陸や新潟でも漁が本格化する。解禁となった当初は未熟卵であり、粒が小さく皮も弱い。この時期の卵は、イクラに揉むことはもちろん、冷凍さえも難しい。粒の皮が弱いため、冷凍したときに皮が破れやすいからである。この時期のものは、主に筋子として流通される。
産地によって成熟時期に差異はあるが、平均的に10月くらいになると卵が成熟してきて、イクラに適した状態になる。11月頃になるとさらに卵は成熟し、粒がさらに大きくなる。なお、イクラの皮は消化されにくいため、アレルギー源となりやすい蛋白質である。
北海道では、秋の味覚として家庭で生筋子からイクラを作る。その際に、ぬるま湯につけて手で丁寧に皮を取り除き、ばらこにする。湯につけるため白く濁ってしまうが、その後の工程でまた色が戻る。製造の過程では、真水に触れてはならない。卵殻が硬化するので、海水かそれ以上の濃度の塩水を使う。
一般には、非加熱状態で軍艦巻、海鮮丼、おにぎりの具などとして食されるが、宮城県亘理町のはらこ飯など半加熱状態で食する料理もある。

### 日本以外での利用
世界でも、イクラをそのまま食用とする地域は限られている。日本にイクラの製法を伝えたとされるロシアでも、日本ほど日常食にはしていない。サケを捕獲してもイクラの食用を行わない地域では、収穫されたサケの卵のほとんどが日本への輸出用に加工される。
資源を無駄にしないと言われているイヌイットでも、イクラを食用とする習慣がなく、漁をしたその場でサケの卵は内臓と共に捨ててしまう。アメリカ合衆国、カナダでは食用にはならないが、砂糖漬けの瓶詰めイクラが釣り餌として売られている。内臓類やアラとともに家畜の飼料の材料にすることもある。
従来よりロシアとの交流が深く、キャビアも食されていた西欧では、寿司ブームとは関係なく、古くよりバターをつけたパンに乗せるなどして食べる習慣があった。普及については、1960年代には既に鮮魚店が珍味として販売しており、70年代後半にはスーパーでも見かけるようになった。80年代になると、スモークサーモンとともに一般化、大都市部スーパーが常備するようになり、今日では中型都市でも当たり前のように置いている。

### ワインとの相性
一般に魚卵とワインは相性が悪く、同時に食すと鉄イオンが発生し生臭さを感じてしまう組み合わせであるが、これはワイン中に含有する鉄分が原因で含有量は魚介類料理との相性に大きく影響を及ぼす。生臭い臭いの強さは鉄分濃度に依存し1-オクテン-3-オン、(E,Z)-2,4-ヘプタジエナール等の物質により生臭味が増強されてしまうとされている。なお、ワイン中鉄分の起源は、土壌、製造工程中の鉄製品、コラージ（澱引き）に依存している。

## イクラの製造法
イクラの原料は特に鮮度が重視され、漁獲後6時間以内ならイクラ、それ以上なら筋子にするともいわれる。イクラの製造には卵分離用網を用い、加工時には飽和食塩水や洗浄用食塩水を使用する。
裁割
サケの腹をさばいて卵巣を取り出す。
分離
筋子のうち膜のない卵巣の開口部を網にこすりつけて卵粒を網目から落として分離する。
洗浄
洗浄用食塩水（飽和食塩水をさらに薄めたもの）で血や汚物を洗浄する。
塩水漬け
飽和食塩水で約7分間攪拌する（最初の5分間は攪拌を続け、残りの時間は汚物等を取り除きながら攪拌する）。
水切り
卵を手ですくいザルに取り、ポリ袋に入れて30分以上冷所に放置する。
保存
1週間程度の短期保存の場合は冷蔵、それ以上の場合は冷凍する（冷凍する場合は油焼けを防ぐため空間ができないよう密封することが必要）。
イクラを醤油漬けに加工する場合は、上の工程の洗浄後、イクラ400グラムに対して醤油40ミリリットルとみりん（または日本酒）30ミリリットルを加えて一晩漬ける。
なお、日本ではイクラを抜いた後のサケは身が痩せているとして商品価値が低いが、これが国外では「日本製なのに安いサケ」として需要があり輸出されている。

## 人造イクラ（人工イクラ）
人造イクラ（人工イクラ）とは、いわゆるコピー食品の一つである。世界で初めて、富山県魚津市の日本カーバイド工業が人造イクラの生産に成功した。収穫量の少ない天然物の代わりとして、サラダ油と海草エキスを主原料とした人造イクラも出回ったことがある。皮にはカラギーナンやアルギン酸ナトリウムなどが用いられる。
ヨーロッパでは人造イクラの技術を応用して、「カプセル」もしくは「スフェリカス」の名前で調理科学を使った新しい調理方法として、中にジュースや粉状の食材などを封入した新たな調理方法として発展し、現在、それらの手法が日本に逆輸入されている。ジュースやシロップなどの中に甘い飲み物を入れたものは「ボバボバ」・「コーティングジュース」の名前で販売されている。また、アルギン酸ナトリウム水溶液と塩化カルシウム水溶液を利用した人造イクラ（人工イクラ）づくりは、科学実験として広く行われている。